# Chernes denisi
Espèce
Chernes denisi est une espèce de pseudoscorpions de la famille des Chernetidae.

## Distribution
Cette espèce est endémique d'Algérie. Elle se rencontre vers Skikda.

## Publication originale
- Vachon, 1937 : Deux espèces nouvelles de Pseudoscorpions Algériens. Bulletin Scientifique de Bourgogne, vol. 6, p. 107-112.